# The Extra Girl
The Extra Girl ,a volte noto coi titoli italiani La stellissima del cinema e La stellissima di Hollywood, è un film del 1923, diretto da F. Richard Jones.

## Trama
In un villaggio del Midwest Sue Graham sogna di fare l'attrice, mentre più prosaicamente suo padre vorrebbe darla in sposa a un facoltoso commerciante del paese. Sotto pressione, Sue si rende conto invece di amare il suo vecchio amico d'infanzia Dave Giddings, a sua volta corteggiato dalla giovane vedova Belle Brown.
Sue prepara una lettera, corredata di fotografia, per partecipare a un concorso indetto da uno dei famosi studios hollywoodiani che ricercano aspiranti attrici: non sarà lei a spedirla, ma Belle Brown, che, per togliersi di torno la rivale - sperando che vinca il concorso e si trasferisca - sostituisce la fotografia della dimessa Sue con una di una bellissima giovane.
Il giorno del non voluto matrimonio con il commerciante si avvicina, e in extremis Sue riceve un telegramma che le annuncia la vittoria nel concorso. Inseguita dal padre e dal pretendente, la ragazza riesce a infilarsi nel treno in partenza per la West Coast.
Quando Sue giunge ad Hollywood, l'affare della falsa foto balza agli occhi: il direttore degli studios non la impiega come attrice, ma le offre un posto come lavorante nel reparto costumi. Qualche tempo dopo David la raggiunge, e viene assunto come macchinista presso i teatri di posa dell'azienda.
Nel corso della sua permanenza nella casa di produzione cinematografica, a Sue capita comunque di sostenere un provino come attrice drammatica: gli esiti sono negativi, ma il regista afferma con convinzione che la giovane è dotata di un talento comico innato.
Frattanto i genitori di Sue hanno deciso lasciare il paese di residenza, caratterizzato da condizioni climatiche avverse alla loro salute, vendono casa e si trasferiscono nella solatia California. Raggiunta la figlia, con in mano l'ingente gruzzolo in contanti ricavato dalla vendita, essi si affidano a T. Phillip Hackett, un sedicente consulente finanziario e, inesperti come sono, gli consegnano l'intera somma perché venga investita in azioni. Hackett di lì a poco riferisce loro che la società in cui hanno investito il capitale è fallita, e non c'è alcuna possibilità di recuperare il danaro.
I Graham sono sul lastrico, considerando anche il fatto che Sue - per aver inavvertitamente liberato un leone, previsto per un film, all'interno degli studios - viene licenziata. I genitori Graham si avviano mestamente alla stazione ferroviaria per ritornare al paese con quel poco che rimane loro. Ma Sue e David hanno subodorato, azzeccandoci, che Hackett in realtà è un truffatore: lo affrontano e riescono a recuperare l'intera somma.
Quattro anni dopo Sue ha abbandonato l'idea di una sua vocazione cinematografica e, in compagnia del marito David e del loro figlioletto, guarda per la prima volta il filmato del suo provino di un tempo: capisce allora come mai era stata definita un talento comico.

## Produzione
Le riprese sono state effettuate dal 23 aprile al 23 luglio del 1922 presso i Mack Sennett Studios in Glendale Boulevard di Los Angeles (oggi zona fittamente conurbata, ma ai tempi ampiamente semi-rurale); la post-produzione ha avuto luogo fra il gennaio e il giugno del 1923.
Mack Sennett, il produttore, fa un cameo nella scena del provino di Sue, nei panni dello spettatore col cappello di paglia.
Il film (contrassegnato dal n° 192 nella filmografia del sito Mabel Normand, dedicato alla diva) è una delle pellicole superstiti (che constano di circa metà della sua produzione attestata) in cui è coinvolta, come attrice, regista o produttrice, Mabel Normand.

## Distribuzione

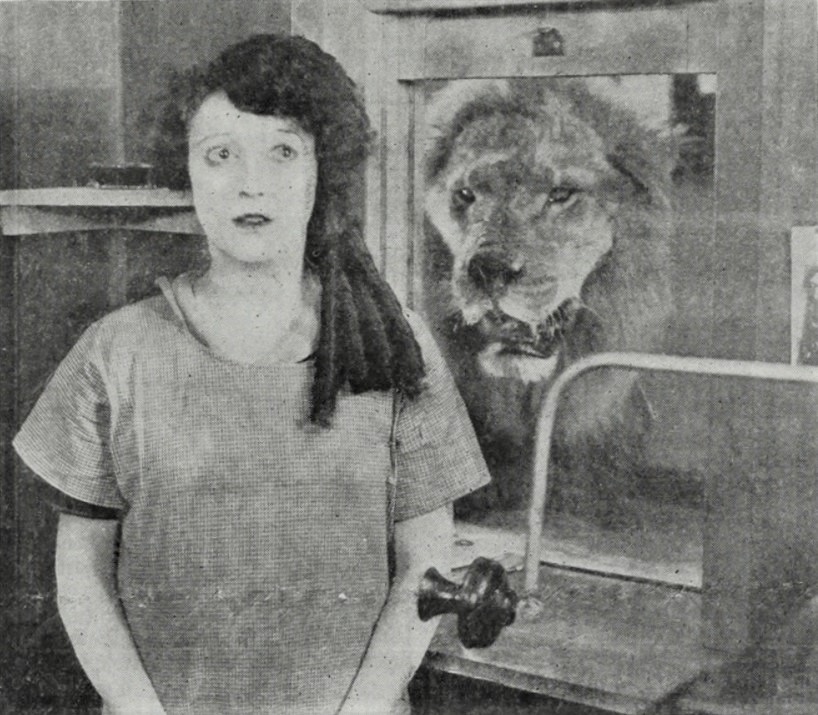
Mabel Normand in una scena di The Extra Girl, come appare su Film Daily del 1º gennaio 1922

Il film, distribuito dalla Associated Exhibitors, è uscito nelle sale cinematografiche statunitensi il 28 ottobre 1923.
Copie della pellicola sono conservate da diversi archivi, fra i quali quelli della Cineteca del Friuli, della George Eastman House e del Museum of Modern Art di New York.
The Extra Girl è stato edito più volte in DVD (ad esempio nel 2008 dalla Kino International), ma solo con sistema NTSC; e in Blu-ray e DVD nel 2014 a cura della Flicker Alley ("The Mack Sennett Collection, Volume One": didascalie inglesi, senza sottotitoli). Il film è visionabile su Prime Video di Amazon.

## Accoglienza
Il poeta Carl Sandburg, due volte Premio Pulitzer, sul Chicago Daily News del 26 dicembre 1923, notava: "La trama di The Extra Girl è sostanzialmente simile a quella di precedenti film della Normand. (…) Per quanto riguarda Mabel Normand, questa è la sua migliore prestazione attoriale. Ci sono momenti in cui si erge a grande artista della pantomima, e c'è la rivelazione di una personalità dotata di colore, toni e sfumature. Nessun'altra donna del cinema ha un senso così vivido per il comico mischiato col serio, ed una decisa amabilità personale".
In tempi più recenti, nel 1970, lo storico del cinema William K. Everson notava: "Il problema principale di The Extra Girl è la sua costruzione piuttosto farraginosa; pur disponendo di tempo sufficiente per sviluppare tutto in modo corretto, il film omette di spiegare i personaggi e le motivazioni; il cattivo, ad esempio, è gettato improvvisamente nella trama senza alcun avvenimento precedente che lo giustifichi. (…) (Il film) è dotato di fascino ed ha alcune buone scene comiche, ma in un certo senso non sta assieme come dovrebbe".
William Thomas Sherman, nel 1994, così si esprimeva: "The Extra Girl nell'insieme funziona molto bene, e specialmente in alcuni momenti la mimica di Mabel è squisita. Ma per la maggior parte manca di energia (…) C'è in alcuni momenti in lei una evidente aria di tristezza che conferisce al film un'aura quasi tragica, certo non suggerita dalla sceneggiatura. In maniera paradossale, quindi, il film è inaspettatamente commovente, e nello stesso tempo, qua e là, divertente".